# Nolana thinophila
Nolana thinophila ist eine Pflanzenart aus der Gattung Nolana in der Familie der Nachtschattengewächse (Solanaceae). Die Art kommt ausschließlich im Süden Perus vor.

## Beschreibung
Nolana thinophila sind niederliegende, locker verzweigte Halbsträucher, deren jüngere Zweige sukkulent sind. Die Pflanzen sind undeutlich drüsig behaart und mehr oder weniger klebrig. Die Stängel sind leicht verholzend, 1,5 bis 3 mm stark, die Internodien haben eine Länge von 1 bis 5 cm. Die Laubblätter sind spatelförmig, 1 bis 3 cm lang und 1,5 bis 3 mm breit. Die Spitze ist gerundet oder abgestumpft, die Basis ist stückweise spitz zulaufend.
Die Blüten stehen an 6 bis 15 mm langen Blütenstielen, die zur Fruchtreife zurückgebogen sind. Der Kelch ist 6 bis 7 (selten bis 8) mm lang, gespalten, aber nicht mit Zähnen besetzt. Die Kelchröhre ist zylindrisch und 2 bis 3 mm lang. Die Krone ist blau, 1,5 bis 2 cm lang, die Kronröhre ist länger als der Kelch. Die Innenseite der Krone ist leicht behaart.
Zur Fruchtreife erweitert sich der Kelch auf eine Breite von 4 bis 5 mm. Die Sammelfrüchte bestehen meist aus fünf Teilfrüchten, die aufrecht, schwarz und langgestreckt sind, eine Länge von 3 bis 5 mm und eine Dicke von 2 bis 2,5 mm erreichen. Die Spitze der Teilfrüchte ist abgerundet und mit einem großen narbenartigen Riss versehen. Die Früchte stehen auf einem zehn- bis fünfzehnzähnigen Blütenboden, der Fruchtknotenwulst ist nur etwa 0,5 mm hoch und 2 mm breit.

## Verbreitung
Die Art ist ein Endemit Südperus und kommt in den Departements Ica und Arequipa vor.

## Systematik
Phylogenetische Untersuchungen ergaben, dass die Art innerhalb der Gattung am nächsten mit Nolana arequipensis, Nolana cerrateana, Nolana confinis, Nolana gayana, Nolana intonsa, Nolana johnstonii, Nolana lycioides, Nolana pallida, Nolana pilosa, Nolana tomentella und Nolana volcanica verwandt ist. Mit Ausnahme von Nolana intonsa (aus Chile) stammen alle Arten aus Peru, sie bilden eine monophyletische Klade.